# Shibata Tsunekichi
Shibata Tsunekichi est un nom japonais traditionnel ; le nom de famille (ou le nom d'école), Shibata, précède donc le prénom (ou le nom d'artiste).
Shibata Tsunekichi (柴田 常吉), né en 1850 et mort en 1929, est un réalisateur japonais.

## Biographie
Pionnier du cinéma, Shibata Tsunekichi est l'un des premiers réalisateurs du cinéma japonais. Il travaille pour le photographe Shirō Asano et la boutique « Konishi Camera », la première au Japon à importer une caméra de cinéma. Avec Kanzo Shirai, il réalise les plus anciens films japonais, essentiellement de geishas, du quartier Ginza de Tokyo et de sélections de scènes tirées de pièces de théâtre populaires.
Sa première exposition se tient au Kabuki-za de Tokyo en 1899. Après cela, il s'intéresse essentiellement aux pièces du théâtre kabuki.

## Filmographie partielle
- Shimizu sakakichi (disparu)
- 1899 : Promenade sous les feuillages de l'érable (紅葉狩, Momijigari?)[1] avec Ichikawa Danjūrō IX et Onoe Kikugorō V
- Ninjin dojo (disparu)